# Sindarijns
Het Sindarijns (Engels: Sindarin) is een artistieke taal die door J.R.R. Tolkien ontwikkeld is. In Tolkiens mythen is het de meest gesproken Elfse taal. Het is de taal van de Sindar, de Teleri die in de Grote Mars der Elfen achterbleven in Midden-aarde. Wanneer de Noldor in Midden-aarde terugkomen, adopteren zij de taal van de Sindar, ook al vinden ze hun moedertaal Quenya mooier. Voor hun val spreken de meeste Númenóreanen ook Sindarijns.
Tolkien baseerde de klanken en sommige grammatica van zijn Sindarijns op het Welsh en het Sindarijns heeft veel mutaties die de Keltische talen karakteriseren. Ook de invloed van de Germaanse talen is waarschijnlijk aangezien Tolkien zowel Oudengels als Oudnoors studeerde. Toch was Tolkiens doel van het Sindarijns een op het Grieks lijkende taal te maken en van Quenyaans een op het Latijn lijkende taal. Tolkien wees de taal eerst toe aan de Noldor (de tweede clan der Elfen) en later toch aan de Sindar. Hierom heet de taal ook "Noldorin" in zijn oudere werken. Na de naamswijziging werden ook enkele kenmerken van de taal Ilkorin toegevoegd.
Sindarijnse meervoudsvormen worden gecreëerd via i-affectie. De Sindarijnse term hiervoor is "prestanneth" en de Nederlandse term hiervoor is "sterke verbuiging". Wat het eigenlijk betekent is dit: bijna alle Sindarijnse woorden vormen hun meervoud zoals stad-steden en dak-daken, door de klinkers in de woorden te veranderen. De reden hiervoor is dat de primitieve meervoudsuitgang -î de geluiden van de klinkers in het woord veranderde zodat ze meer als de uitgang zelf zouden gaan klinken, maar toen het zijn vuile werk gedaan had, verdween het, samen met alle andere finale klinkers. Daarom hebben Sindarijnse meervoudsvormen niet langer de i, maar nog wel de overgebleven klinkerwijziging.
Het Sindarijns heeft complexe mutatieseries, die voorkomen als een geassocieerd woord, zoals een lidwoord of een voorzetsel, voor het gemuteerde woord voorkomen, zodat de eerste medeklinker van het gemuteerde woord zou veranderen. Vaak verandert het voorvoegsel ook. Ook komt deze mutatie vaak in andere plaatsen voor, bijvoorbeeld in samenstellingen (elvellyn, van mellyn, "vrienden") of in lijdende voorwerpen.
Sindarijnse werkwoorden zijn ook vrij complex. Er zijn, net zoals in het Nederlands, zwakke en sterke werkwoorden, ook wel a-stammen en i-stammen. Net zoals in het Nederlands (en het Engels, en het Duits) zijn sterke werkwoorden onregelmatiger dan zwakke werkwoorden. Het Sindarijns heeft ook veel onregelmatige werkwoorden.
Het Sindarijns is een van de twee door Tolkien gecreëerde talen (de andere taal is het Quenya) die genoeg ontwikkeld zijn om behoorlijk lange teksten te kunnen schrijven.